# Fujiwara no Tametoki
Fujiwara no Tametoki (藤原為時, faleceu em 1029) foi um poeta japonês, estudioso da língua chinesa e pai de Murasaki Shikibu (Lady Murasaki", autora de Genji Monogatari). 
Serviu no Ministério do Cerimonial ou "Shikibu-shō"  entre 866  e 966, que se tornou parte do apelido de sua filha . E dez anos após foi nomeado governador (Kokushi) da Província de Echizen entre 966 e 1011, período durante o qual gerou a filha Murasaki em 970 ou 973 . 
Foi também governador da Província de Echigo entre 1011 e 1014 
Pesquisadores não concordam sobre os anos de nascimento e morte, entretanto alguns dão o ano de sua morte como 1029.